# 顧士琦
顾士琦，字二韩，號惺涵，直隸太仓州人。明朝政治人物。同进士出身。

## 生平
万历二十二年甲午科應天鄉試舉人，二十六年（1598年），登戊戌科三甲一百八十二名进士，通政司觀政，次年授任福建崇安县知县；万历二十九年（1601年），调任晋江县知县，赈救蝗灾有功，三十三年行取，升礼部主事。三十六年八月授户科給事中，次年巡视皇城，本年主考湖广乡试，丁憂歸。